# Farang
Farang (in persiano فرنگ)  è una parola persiana usata in riferimento ai Franchi, una delle tribù germaniche dell'Europa Occidentale. 

## Storia
Una leggenda molto popolare fa risalire l'origine del termine farang alla parola thailandese per indicare una persona di origine francese (farangset, la pronuncia di français).
Il termine a sua volta deriva dall'antica parola francese franc, ovvero "Frank", una tribù germanica che divenne un importante potere politico nell'Europa occidentale e centrale durante l'alto Medioevo e da cui la Francia ne prende il nome. Poiché l'Impero franco governò a lungo gran parte dell'Europa, tutti gli europei e anche i mediorientali associarono la parola "Frank" ai latini che professavano la fede cattolica, allora vigente nell'impero. I commercianti musulmani si sono riferiti ai commercianti europei come Farang, e ciò è entrato anche nei vernacoli locali dell'Asia meridionale e del Sud-Est asiatico.

## Utilizzo
In Medio Oriente, Asia meridionale e Asia sud-orientale viene usato per indicare tutte le persone di razza caucasica, e per estensione tutto ciò che è occidentale.
Farang (in thailandese ฝรั่ง, Farang,  comunemente falang ) è anche il termine thailandese che viene usato per indicare le persone di pelle chiara, indipendentemente da quale sia la loro origine. Nel 1999 il Royal Institute Dictionary, il dizionario ufficiale delle parole thailandesi, definisce la parola "persona di razza bianca". Ciò è iniziato durante la guerra del Vietnam, quando le forze armate degli Stati Uniti hanno mantenuto delle basi in Thailandia.

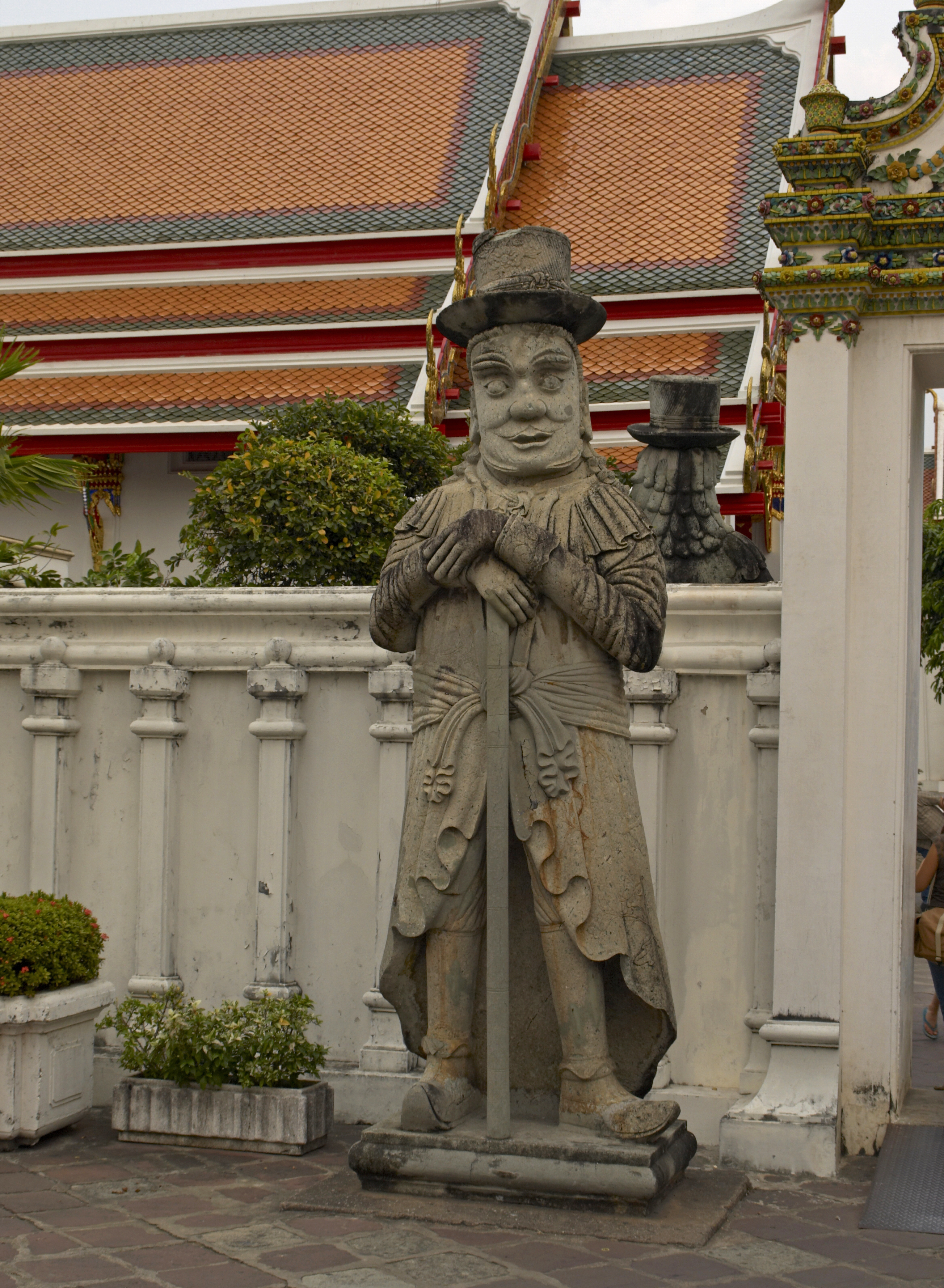
La statua di un farang (un marinaio americano) nel Wat Po di Bangkok.